# Jan Sznabl

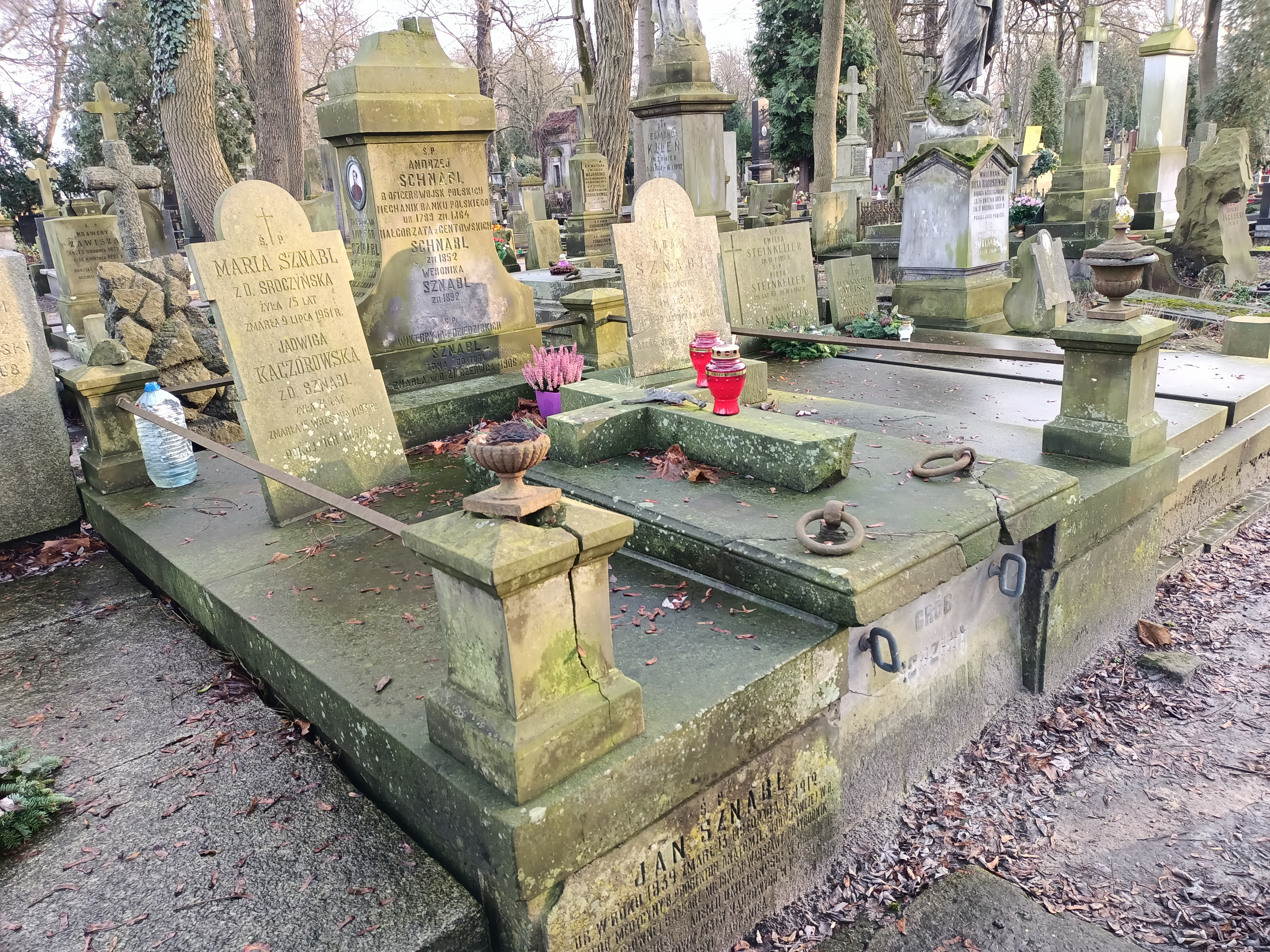
Grób Jana Sznabla na Cmentarzu Poązkowskim

Jan Fryderyk Sznabl vel Schnabl (ur. 1838 w Warszawie, zm. 14 listopada 1912 tamże) – polski lekarz, nauczyciel i przyrodnik.
Po ukończeniu cum eximia laude wydziału farmaceutycznego w Akademii Medyczno-Chirurgicznej w Warszawie w roku 1860 studiował medycynę z początku w Akademii, następnie w Szkole Głównej. Po otrzymaniu w roku 1865 dyplomu lekarskiego Jan Sznabl został prosektorem anatomii porównawczej przy katedrze zoologii. Obowiązki te pełnił do 1869 r., tzn. do chwili zamknięcia Szkoły Głównej. Przez następnych pięć lat wykładał nauki przyrodnicze w VI gimnazjum męskim i III gimnazjum żeńskim, a od roku 1875 poświęcił się praktyce lekarskiej, nie przerywając jednak badań przyrodniczych. W 1883 został mianowany lekarzem miejskim Warszawy.
Swoje zamiłowania przyrodnicze zawdzięczał swemu ojcu Andrzejowi, również przyrodnikowi, a także kontaktom w wieku młodzieńczym z prof. Gangierem (farmaceutą Uniwersytetu Warszawskiego) i zoologami, prof. Wagą i Taczanowskim. Zainteresował się entomologią, w szczególności dipterologią – badaniami muchówek. Odbywał dalekie podróże naukowe (Laponia, Pireneje, Ural, Kaukaz, Afryka), w tym również z prof. Benedyktem Dybowskim, Janem Wańkowiczem oraz ze swoim szwagrem, Henrykiem Dziedzickim. Publikował w krajowych i zagranicznych czasopismach naukowych i popularnonaukowych (m.in. „Wiadomości z Nauk Przyrodzonych”, „Przyroda i Przemysł”, „Wszechświat”, „Pamiętnik Fizyograficzny”, „Pamiętnik Warszawskiego Towarzystwa Lekarskiego”, „Medycyna”, „Deutsche Entomologische Zeitschrift”, „Entomologische Nachrichten”, „Wiener Entomologische Zeitung”, „Zeitschrift für Hymenopterologie und Dipterologie”, „Horae Societatis Entomologicae Rossicae”, „Revue Russe d’Entomologie”), współpracował m.in. z zagranicznymi entomologami, jak Becker, Langhoff, Rambouillet, Villeneuve, Kuntze.
Jan Sznabl ożenił się w 1869 z Wiktorią Aleksandrą z domu Dziedzicką (zm. 1906); miał z nią m.in. córkę Magdalenę Annę (ur. 1888), która została w 1907 pierwszą żoną Zygmunta Szczotkowskiego – inżyniera górnika, późniejszego dyrektora kopalni „Janina” w Libiążu.
Został pochowany na cmentarzu Powązkowskim (kwatera O-4-11/12).